# SS Atlantic
SS Atlantic je bil britanski potniški prekooceanski parnik v lasti družbe White Star Line. Opravljal je čezatlantsko službo med Liverpoolom in New Yorkom. Na svoji 19 plovbi je ladja 1. aprila 1873 trčila v podvodno skalo in potonila ob obali Nove Škotske v Kanadi. V nesreči je umrlo največ 535 ljudi. Ta nesreča ostaja ena najhujših pomorskih nesreč v severnem Atlantiku poleg potopa SS Bourgogne 2. julija 1898, potopa SS Republic 24. januarja 1909 in potopa Titanica 15. aprila 1912. 

## Zgodovina
Atlantic je bil zgrajen leta 1870 v ladjedelnici Harland & Wolff in je bil drugi parnik družbe White Star Line. Načrtoval ga je Thomas Henry Ismay. Poganjal ga je parni stroj, ki je proizvedel do 600 konjskih moči. (450 kW), ki ga je poganjal en sam štirikraki propeler skupaj s štirimi jamborji nameščenimi za jadro. 8. junija 1871 je ladja odplula na svojo krstno plovbo v New York.

## Nesreča in potopitev
20. marca 1873 je Atlantic odplul na svojo 19. plovbo iz Liverpoola v New York z 952 ljudmi na krovu od tega 835 potnikov. Na poti, kjer so jim močni valovi in močan veter upočasnili njihovo plovbo, je bil kapitan Williams zaskrbljen, da jim bo morda zmanjkalo premoga za kotle, preden bodo prispeli v New York. Dejansko so imeli več kot dovolj preostalega goriva, vendar je ladijski inženir namerno premalo poročal o zalogah premoga, da bi povečal stopnjo napake v korist varnosti. Tako prepričan, da jim primanjkuje premoga - in, da zaradi močnega vetra ne morejo dvigniti jader na jamborjih, kot rezervni pogon - se je kapitan odločil, da se bodo za kratek čas ustavili v Halifaxu, kjer bodo naložili dodaten premog in natočili dodatno gorivo. 
Med približevanjem v Halifax 31. marca 1873 zvečer sta bila kapitan in tretji častnik na ladijskem mostu do polnoči, medtem, ko se je Atlantic prebil skozi močno nevihto z 12 vozli (22 km / h), za vstop v pristanišče Halifaxa je ladja naletela na močne valove in slabo vidljivost. Ne da bi potniki ali posadka vedeli, so vetrovi in tokovi ladjo potisnili približno 20,1 km severozahodno od pristanišča. Ker skoraj nihče od posadke še ni bil v Halifaxu, se posadka ni zavedala nevarnosti: nihče ni vedel, da plujejo v neznano, nihče ni zmanjšal hitrosti in nihče ni prebudil kapitana, ko so se približevali neznani obali. Niso opazili svetilnika Sambro, velikega svetilnika zahodno od pristanišča, ki je mornarje opozarjal na nevarno območje z velikimi skalami. Ker zaradi slabe vidljivosti niso videli svetilnika, se je krmar ladje - poleg kapitana edini član posadke, ki je bil v Halifaxu - zavedal, da nekaj ni v redu in je o tem poročal dežurnemu častniku, ki pa ga ni poslušal.
1. aprila 1873 je ob 3:15 (po ladijskem času) Atlantic zadel veliko skalo pod vodno gladino ob obali Marr's Head na Meagherjevem otoku (zdaj Mars Head, Mars Mars), Nova Škotska. Vseh 10 reševalnih čolnov je posadka spustila v vodo, vendar je bilo ob nekaterih priložnostih spuščanje težko, saj je ladja hitro tonila. Preživeli potniki so plavali in se povzpeli do skal, ki jih je preplavil val, nato pa se poskušali rešiti na obalo. Prebivalci majhnega ribiškega naselja v zalivu Terence so prišli rešiti preživele vendar je umrlo najmanj 535 ljudi pri čemer je preživelo 351 ljudi. Od 952 ljudmi je bilo med njimi na krovu tudi 156 žensk in 189 otrok (vključno z dvema otrokoma, ki sta se rodila med plovbo). Vse ženske in vsi otroci so umrli v potopu, preživel je le en dvanajstletni otrok John Hindley. 10 članov posadke je umrlo, 131 pa jih je preživelo. Ladja je potonila v približno pol ure. To je bila ena najhujših pomorskih nesreč v severnem Atlantiku. Preiskava kanadske vlade je z izjavo zaključila: "Ravnanje kapitana Williamsa med poveljevanjem njegove ladje v dvanajstih oz. štirinajstih urah pred nesrečo, je bilo nepravilno v nasprotju z normalnim človekom, ki bi bil postavljen na svoj odgovoren položaj".

## Izterjava mrtvih
Izterjava, identificiranje in pogreb večjega števila mrtvih je trajalo več tednov. Potapljači so prejeli nagrade za izterjavo številnih trupel, ujetih znotraj trupa potopljene ladje. Po poročanju enega časopisa je bilo odkrito truplo enega od članov posadke ženske, prikrite v moškega. "Stara je bila približno 25 let in je tri plovbe služila kot navadna mornarica. Njenega seksa ni bilo nikoli razkrito, dokler trupla niso odnesli na obalo in ga pripravili za pogreb. Njeni ladjedelničarji in eden od članov posadke, ki je govoril o njej, je pripomnil: "Nisem vedel, da je Bill ženska. Redno je jemal agresivno kot katerikoli od nas in je vedno prosil ali kradel tobak. Bil je dober fant, in žal mi je, da je bil ženska. "

## Zapuščina in razbitina
SS Atlantic je bil drugi potniški čezoceanski parnik, ki ga je naročila družba White Star (Oceanic je bil prvi), vendar je bil znan, da je bil potniški parnik družbe White Star Line, ki je potonil. Podjetje je pred tem izgubilo kadjo Tayleur v Dublinskem zalivu leta 1854.) Druge ladje podjetja White Star Line, potopljene v severnem Atlantiku, vključujejo Naronic leta 1893, Republic leta 1909 in Titanic leta 1912. 
Danes še več, kot polovica razbitine ladje Atlantic leži na globini 18 m. Artefakti, ki so jih najdli številni potapljači, so na ogled v Pomorskem muzeju Atlantika v Halifaxu v Novi Škotski. Spomenik razbitine je postavljen na množičnem grobu v bližini tolmaškega centra na anglikanskem pokopališču Terence Bay, manjši spomenik pa pomeni drugo množično grobišče na katoliškem pokopališču.
Ko je bil posnet film Atlantic iz leta 1929, so vsi vedeli, da gre za tanko prikrito zgodbo o potopu Titanica leta 1912. Čeprav je ta film temeljil na odrski predstavi, je bil narejen le sedemnajst let po dejanskem potopu Titanica in javnosti, zlasti preživeli in njihove družine so se počutili nelagodno ob neposrednem sklicevanju na Titanic. Producenti filma so se odločili, da bodo film izdali pod naslovom Atlantic, ker očitno ne vedo za prejšnjo pomorsko katastrofo.
P.G. Wodehouse je leta 1921 napisal zgodbo z naslovom "The Girl On the Boat", v kateri je šest poglavij romantike White Star, ki jo je poimenoval "Atlantic", ki je plula od New Yorka do Southamptona. Ker se je prava "atlantska" nesreča zgodila 48 let pred zgodbo in 8 let, preden se je ta ženska rodila, je malo verjetno, da je zanjo vedel. 